# Kolokvint
Kolokvint (Citrullus colocynthis) är en giftig växtart i familjen gurkväxter. Växten kommer ursprungligen från Afrika, men odlas och har förvildats i södra Europa och Asien.
Växten är en flerårig, strävhårig ört med spiralvridna klängen. Stjälkarna är tunna, nedliggande eller klättrande. Bladen är handflikiga med tre djupa flikar och med tandade kanter. Blommorna är enkönade och han- och honblommor sitter på samma planta. Foderbladen är smala. Kronan är femflikig, gul med cirka 5 mm långa flikar. Hanblommorna har fria, vridna ståndare och honblommorna har ett borsthårigt undersittande fruktämne. Frukten är ett runt, kalt bär, gul- eller rödaktig, och blir bara cirka 5-8 cm i diameter. Skalet är tunt och sprött. Fruktköttet är vitt och mycket beskt. Den är delad i sex rum och innehåller en mängd platta, trubbkantiga, äggrunda frön, fästa på vita, tjocka, svampiga fröfästen. Lukt saknas, men smaken är vanligen ytterst bitter.
I Nordafrika finns förvildade populationer som saknar bitterämnen i frukten. Dessa urskiljs ibland som subsp. insipidus men har troligen uppkommit genom inkorsning av vattenmelon (C. lanatus).
Kolokvinten innehåller häftigt avförande ämnen, bland annat elateridin, som även föranleder kramp. Dessa ämnen användes tidigare i farmacin. En överdos orsakar döden.
Arten liknar vattenmelon (C. lanatus), men den senare är ettårig med kraftigare stjälkar, mjukluden behåring, mjukludet fruktämne, samt har större grönmönstrade frukter. 

## Synonymer
Citrullus colocynthis subsp. insipidus (Pangalo) Fursa
Citrullus colocynthis subsp. stenotomus (Pangalo) Fursa
Citrullus colocynthis var. stenotomus Pangalo
Citrullus colocynthis var. insipidus Pangalo
Citrullus pseudocolocynthis (Wender.) M.J. Roem.
Citrullus vulgaris var. colocynthoides Schweinf.     
Colocynthis officinalis Schrad.
Colocynthis vulgaris Schrad.
Cucumis colocynthis L.
Cucumis pseudocolosynthis Wender.